# Pagyda
Pagyda là một chi bướm đêm thuộc họ Crambidae.